# Boris Zernikow
Boris Zernikow (* 12. August 1964 in Bochum) ist ein deutscher Kinder- und Jugendarzt, der auf dem Gebiet der Schmerztherapie und Palliativmedizin tätig ist. Er ist Inhaber des Lehrstuhls für Kinderschmerztherapie und Pädiatrische Palliativmedizin an der Universität Witten/Herdecke sowie Chefarzt an der Vestischen Kinder- und Jugendklinik Datteln.

## Werdegang
Nach dem Zivildienst an der Vestischen Kinder- und Jugendklinik Datteln studierte Zernikow von 1986 bis 1993 Humanmedizin an der Westfälischen Wilhelms-Universität Münster. Das praktische Jahr absolvierte er am Kantonsspital St. Gallen und an der Harvard Medical School, Boston. Für den Zeitraum 1987 bis 1993 erhielt er ein Stipendium des Cusanuswerks.
Nach dem Medizinstudium wurde Zernikow an den Universitätskliniken Bonn, Datteln und Münster zum Facharzt für Kinder und Jugendmedizin mit dem Schwerpunkt Kinderonkologie sowie den Zusatzbezeichnungen Spezielle Schmerztherapie und Palliativmedizin ausgebildet. 2004 habilitierte er zum Thema Schmerz-Therapie in der Onkologischen Pädiatrie (STOP) – Ergebnisse eines bundesweiten Qualitätsmanagement-Programms.
Zusammen mit einem multiprofessionellen Team baute Zernikow 2002 in Datteln an der Vestischen Kinder- und Jugendklinik das Vodafone Stiftungsinstitut für Kinderschmerztherapie und Pädiatrische Palliativmedizin (VIKP) auf. Aus diesem Institut sind mittlerweile das Deutsche Kinderschmerzzentrum sowie das Kinderpalliativzentrum Datteln hervorgegangen. 2008 wurde Zernikow von der Universität Witten/Herdecke auf den europaweit ersten Lehrstuhl für Kinderschmerztherapie und pädiatrische Palliativversorgung berufen. Er ist Vertrauensdozent des Cusanuswerks.

## Wirken
Neben der Patientenversorgung vor Ort verfolgt Zernikow in seiner Arbeit auch das Ziel, die Versorgung von Kindern und Jugendlichen mit chronischen Schmerzen und lebenslimitierenden Erkrankungen strukturell zu verbessern. Gemeinsam mit seinem Team bildet er Fachleute für Kinderpalliativversorgung und Schmerzmedizin weiter und richtet regelmäßig Kongresse (Dattelner Kinderschmerztage) aus. Er betreibt patientenorientierte Forschung, die zur Identifikation von Versorgungslücken und der breiten Implementierung entwickelter Ansätze beiträgt.
Mit seiner Arbeit verknüpft Zernikow vor allem auch einen gesellschaftlichen Auftrag. Durch unzählige Veröffentlichungen, Interviews, Gespräche und Vorträge holte er eine Patientengruppe ins Blickfeld der Öffentlichkeit, die bis dahin schlecht versorgt und nicht beachtet war: Kinder und Jugendliche mit chronischen Schmerzen und lebenslimitierenden Erkrankungen. Zernikow schafft damit Anknüpfungspunkte für Kooperationen und Weiterentwicklungsmöglichkeiten zwischen Verbänden, Stiftungen und Politik. Nicht zuletzt bezieht der Mediziner als Fachmann Stellung in gesellschaftlichen Debatten.

### Patientenversorgung
Zernikow ist Chefarzt des Deutschen Kinderschmerzzentrums und des Kinderpalliativzentrums Datteln an der Vestischen Kinder- und Jugendklinik. Das Deutsche Kinderschmerzzentrum gehört zu den größten Einrichtungen zur Behandlung und Erforschung chronischer Schmerzen im Kindes- und Jugendalter. Hier wurde ein multimodales Therapieprogramm zur Behandlung chronischer Schmerzen entwickelt, welches mittlerweile auch in anderen Zentren angewendet wird. Dieses Behandlungsprogramm zeichnet sich vor allem durch seine kurze aber hoch intensive und langfristig erfolgreiche Behandlung aus.
Im Juni 2010 wurde das weltweit erste Kinderpalliativzentrum an der Vestischen Kinder- und Jugendklinik Datteln unter der ärztlichen Leitung von Zernikow eröffnet.

### Forschung
Der seit November 2008 bestehende und von Zernikow geleitete Lehrstuhl für Kinderschmerztherapie und Pädiatrische Palliativmedizin an der Universität Witten/Herdecke verfolgt die Spezialisierung der Themengebiete Kinderschmerztherapie und Pädiatrische Palliativmedizin. Hierzu werden drittmittelfinanzierte Forschungsprojekte in den Bereichen Diagnostik, Therapieforschung und Versorgungsforschung durchgeführt.

### Lehre
Als Lehrstuhlinhaber bringt Zernikow seit vielen Jahren Studierenden die Themen Palliativversorgung und Schmerztherapie bei Kindern nahe. Hierzu engagiert er sich in den Querschnittsfächern Q 13 Palliativmedizin und Q14 Schmerzmedizin, in Seminaren und bei der Betreuung von Doktorandinnen und Doktoranden. Zernikow leitet die ärztlichen Weiterbildungskurse für Spezielle Schmerztherapie und die multiprofessionellen Angebote Palliativversorgung an der Vestischen Kinder- und Jugendklinik als anerkannte Weiterbildungsstätte.
Ein weiteres innovatives Projekt von Professor Zernikow war die Forschungswerkstatt Palliativversorgung. Die Idee der Forschungswerkstatt war es, Versorger aus den Bereichen Pflege, Psychologie, Medizin, Seelsorge, Pädagogik und anderen Fachrichtungen darin anzuleiten, ihre eigenen klinischen Fragen in selbst durchgeführten Projekten zu beantworten, die neu erworbenen Erkenntnisse durch Zeitschriftenartikel oder Kongressbeiträge zu verbreiten und auf lange Sicht Forschungsstrukturen zu etablieren.

### Öffentlichkeitsarbeit
Ein weiterer Schwerpunkt von Zernikows Arbeit ist die Aufklärung über chronische Schmerzen. Verschiedene Edukationsfilme erklären in unterhaltsamer und leicht verständlicher Art und Weise die wichtigsten Fragen zum Thema Schmerz.
Eine wichtige Publikation für betroffene Kinder und deren Eltern sowie Geschwister ist die sogenannte ROTE KARTE. Zernikow und sein Mitarbeiter Michael Dobe erklären darin in verständlicher Weise, Kindern, Jugendlichen und Eltern Grundlagen chronischer Schmerzen und wie sie ihnen aktiv begegnen können.
Darüber hinaus trägt Zernikow in einer Reihe von Fernseh- und Rundfunkbeiträgen, Publikationen in anerkannten Medien der Laienpresse (Der Spiegel, Focus, FAZ etc.) sowie in regionalen Zeitungen, dazu bei, die interessierte Öffentlichkeit über Hintergründe zu chronischen Schmerzen und lebenslimitierenden Erkrankungen sowie Behandlungsoptionen zu informieren.

## Ehrenamt
Zernikow engagiert sich in folgenden Institutionen ehrenamtlich:
- Vorsitzender des Freundeskreises Kinderpalliativzentrum Datteln e. V.
- Stellvertretender Vorsitzender Eigenes Leben e. V. – Hilfen für Kinder mit Schmerzen und lebensverkürzenden Erkrankungen
- Vertrauensdozent des Cusanuswerks[8]
- Mitglied des Stiftungsrates der Deutschen Palliativstiftung

## Auszeichnungen & Preise
- 1994: Wissenschaftspreis 1994, Deutsch-Österreichische Gesellschaft für Neonatologie und Pädiatrische Intensivmedizin
- 2004: Förderpreis Interdisziplinarität in der Medizin 2004, Deutsche Gesellschaft für Interdisziplinäre Klinische Medizin (DGIKM)
- 2005: Klinikförderpreis 2005 verliehen von der Bayerischen Landesbank
- 2006: Förderpreis für Schmerzforschung 2006 der Deutschen Gesellschaft zum Studium des Schmerzes (Kategorie Klinische Forschung)
- 2007: Sertürner Preis 2007 der Sertürner Gesellschaft Einbeck e.V.
- 2008: Förderpreis Leben pur 2008 der Stiftung Leben pur
- 2008, 2009, 2012 und 2013: Förderpreis für Palliativmedizin der Deutschen Gesellschaft für Palliativmedizin
- 2011: Ausgewählter Ort im Land der Ideen 2011: Kinderschmerzambulanz und -station
- 2015: Communicator-Preis – Wissenschaftspreis des Stifterverbandes und der Deutschen Forschungsgemeinschaft (DFG)
- 2016: dfg-Award 2016 – Gewinner in der Kategorie "Herausragende Kommunikation und Vermarktung"
- 2016: Presseportal: MSD Gesundheitspreis 2016 ehrt herausragende Versorgungslösungen; 1. Platz: 'Schmerz im Griff' (Deutsches Kinderschmerzzentrum)
- 2016: Gewinner beim Fast Forward Science Wettbewerb – 1. Platz in der Kategorie "Substanz" mit dem Video "Migräne? Hab ich im Griff!"
- 2017: „Deutscher Preis für Patientensicherheit 2017“ (2. Platz) des Aktionsbündnis Patientensicherheit für die Arbeit: „PALLINI – ein palliativpflegerisches Hygienekonzept“
- 2017: PVS-Social, „Jubiläumspreis für soziale Projekte“ für das Kinderpalliativzentrum Datteln

## Mitgliedschaften
- Deutsche Gesellschaft für Kinder- und Jugendmedizin (DGKJ)
- Deutsche Gesellschaft für Palliativmedizin (DGP)
- Deutsche Gesellschaft für Schmerzmedizin (DGS)
- Deutsche Schmerzgesellschaft (DGSS)
- Gesellschaft für Neonatologie und pädiatrische Intensivmedizin (GNPI)
- International Association for the Study of Pain (IASP)

## Publikationen
Zernikow publizierte mehr als 100 wissenschaftliche Artikel in wissenschaftlichen Zeitschriften mit Peer-Review-Verfahren zu den Themen Schmerztherapie und Palliativversorgung von Kindern und Jugendliche. Als Herausgeber und Autor betreut Zernikow die Lehrbücher:
- als Hrsg.: Schmerztherapie für Kinder, Jugendliche und junge Erwachsene. 5., vollständig überarbeitete und erweiterte Auflage. Springer Medizin Verlag, Heidelberg 2015.
- als Hrsg.: Palliativversorgung von Kindern, Jugendlichen und jungen Erwachsenen. 2. Auflage. Springer Medizin Verlag, Heidelberg 2013.
- mit M. Dobe (Hrsg.): Therapie von Schmerzstörungen im Kindes- und Jugendalter: Ein Manual für Psychotherapeuten, Ärzte und Pflegepersonal. Springer Medizin Verlag, Heidelberg 2013.
- mit M. Dobe (Hrsg.): Practical Treatment Options for Chronic Pain in Children and Adolescents: An Interdisciplinary Therapy Manual. Springer International, 2013.